# Восточночадские языки
Восточноча́дские языки́ (англ. east chadic languages, east chadic branch) — одна из ветвей чадской семьи языков. Основная территория распространения — южные районы Чада. Состоит из более чем трёх десятков языков, группируемых в большинстве классификаций в два ареала — южную и северную подветви. 
 Является одним из трёх основных языковых объединений чадской семьи наряду с западночадской и центральночадской ветвями. Некоторые лингвисты выделяют в чадской семье также четвёртую ветвь — маса.

## Классификация
Восточночадская ветвь представлена следующими языками и диалектами (в нескольких классификациях):
1. Классификация британского лингвиста Роджера Бленча (Roger Blench)[1]:
  - Подветвь A:
    - Группа сибин (сомрай): сибин (сумрей, сомрай), тумак, мотун (мод), мире (мульги), мауер[~ 1], ндам;
    - Группа милту: саруа, гаданг, боор, милту;
    - Язык бусо;
    - Группа нанчере: нанчере, леле, кимре;
    - Группа габри: тобанга, габри, каба лай (кабалай, лай);
    - Группа кванг: кера, кванг;

  - Подветвь B:
    - Язык мокилко (мокулу, джонкор);
    - Группа дангла: дангла (дангалеат), мабире, уби, мигама, бидийя (бидийо), мусуные, джонкор бурматагуил, могум;
    - Группа муби: биргит, муби, масмадже, каджаксе, джелькунг[~ 2], торам, зиренкель;
    - Группа сокоро: сокоро, темки, мауа, барайн (барейн), саба.
    - Язык кудьярге (куджарге, куджарке)[~ 3].

1. Классификация, опубликованная в работе С. А. Бурлак и С. А. Старостина «Сравнительно-историческое языкознание»[2]:
  - Южная восточночадская подветвь:
    - Группа кванг-кера: кванг (модгел), кера;
    - Группа нанчере: габри, нанчере, леле, лай;
    - Группа сомрай: сомрай, ндам-дик, тумак, гаданг, мод.

  - Северная восточночадская подветвь:
    - Группа сокоро: сокоро, барейн, саба;
    - Группа дангла: дангалеат, мигама, бидийя;
    - Язык мокулу (джонкор);
    - Группа муби: джегу, биргит, муби, торам, масмадже.

1. Классификация, представленная в статье В. Я. Порхомовского «Чадские языки» (Лингвистический энциклопедический словарь)[3]:
  - Подгруппа кера: кера, кванг (модгел);
  - Подгруппа нанчере (лай): нанчере, лай (габлай) и другие языки;
  - Подгруппа сомрай: сомрай, тумак, милту и другие языки;
  - Подгруппа сокоро: сокоро (беданга), барейн, саба;
  - Подгруппа дангла: дангла (дангалеат, карбо), мигама и другие языки;
  - Подгруппа мокулу: мокулу;
  - Подгруппа муби: муби, джегу, биргит и другие языки.

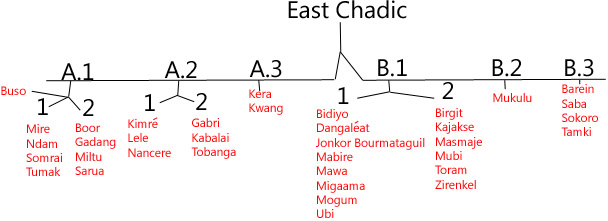
Классификация восточночадских языков согласно справочнику языков мира Ethnologue